# Синтай
Синтай е град в провинция Хъбей, Северен Китай. Общото население на целия административен район, който включва и града, е 7 104 103 жители, а градското население е 561 400 (2004 г.). Общата му площ е 12 486 кв. км. Намира се в часова зона UTC+8. МПС кодът е 冀E. Средната годишна температура е около 14,5 градуса. Вали средно по 69,7 дни годишно.